# قضية روبياليس

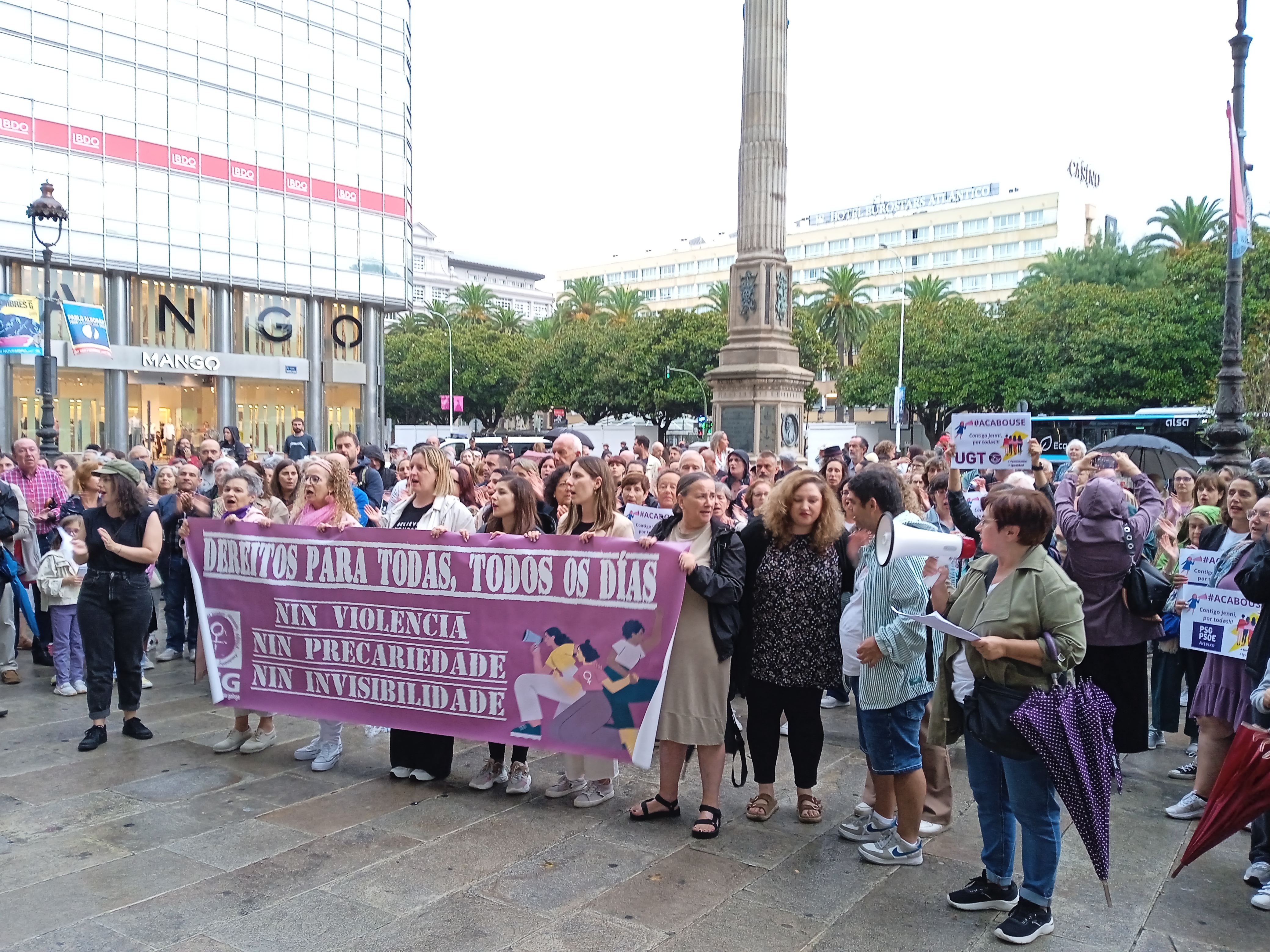
"#Acabouse" protest in A Coruña, 28 August 2023

تشير قضية روبياليس إلى التداعيات الاجتماعية والرياضية التي سببتها تصرفات لويس روبياليس، رئيس الاتحاد الملكي الإسباني لكرة القدم (RFEF)، والتي بدأت في أغسطس 2023. بعد مزاعم عن سلوك غير لائق أثناء نهائي كأس العالم للسيدات 2023 في 20 أغسطس 2023، اعتُبر رد فعل روبياليس من قبل المنتقدين أنه زاد من تعقيد الوضع في الأيام التي أعقبت البطولة، مما أدى إلى تصاعد الجدل. بعد خطاب متوتر ألقاه في 25 أغسطس 2023، انسحب منتخب إسبانيا لكرة القدم للسيدات بالكامل من المشاركة، واستقال العديد من موظفي الاتحاد الملكي الإسباني لكرة القدم، وسرعان ما تم تعليق روبياليس عن جميع الأنشطة المتعلقة بكرة القدم من قبل الاتحاد الدولي لكرة القدم.

كانت هناك دعوات واسعة لاستقالة روبياليس وإجراء تغييرات هيكلية في الاتحاد الملكي الإسباني لكرة القدم، إلى جانب دعم جينيفر هيرموسو - اللاعبة التي قام بتقبيلها بالقوة على شفتيها خلال النهائي، والتي تعرضت لاحقاً لما وُصف بأنه مضايقات من الاتحاد الملكي الإسباني لكرة القدم. الحركة الاجتماعية الناجمة عن تصرفات روبياليس وإنكاره المستمر للخطأ تعتبر بمثابة لحظة "أنا أيضًا" لإسبانيا؛ وسرعان ما اكتسبت اسم #SeAcabó (
)، استنادًا إلى منشور على إكس من أليكسيا بوتياس عقب خطاب روبياليس. المحاولات السابقة ‏ من اللاعبات باستخدام العمل الجماعي لتحسين ظروف كرة القدم النسائية في إسبانيا كانت إما مُهملة أو تلقّت تغييرات سطحية دون معالجة جذرية.
شهدت هذه القضية وحدة نادرة في المجتمع الإسباني في انتقاد روبياليس - بما في ذلك سياسيون من مختلف الأطياف السياسية - بالإضافة إلى دعم كرة القدم النسائية من لاعبي كرة القدم الرجالية والفرق. استقال روبياليس لاحقًا من منصبه كرئيس في 10 سبتمبر 2023، وتم حظره من الأنشطة المتعلقة بكرة القدم لمدة ثلاث سنوات. كما يتم التحقيق في شكوى جنائية تتعلق بـ إكراه مزعوم.

## الخلفية

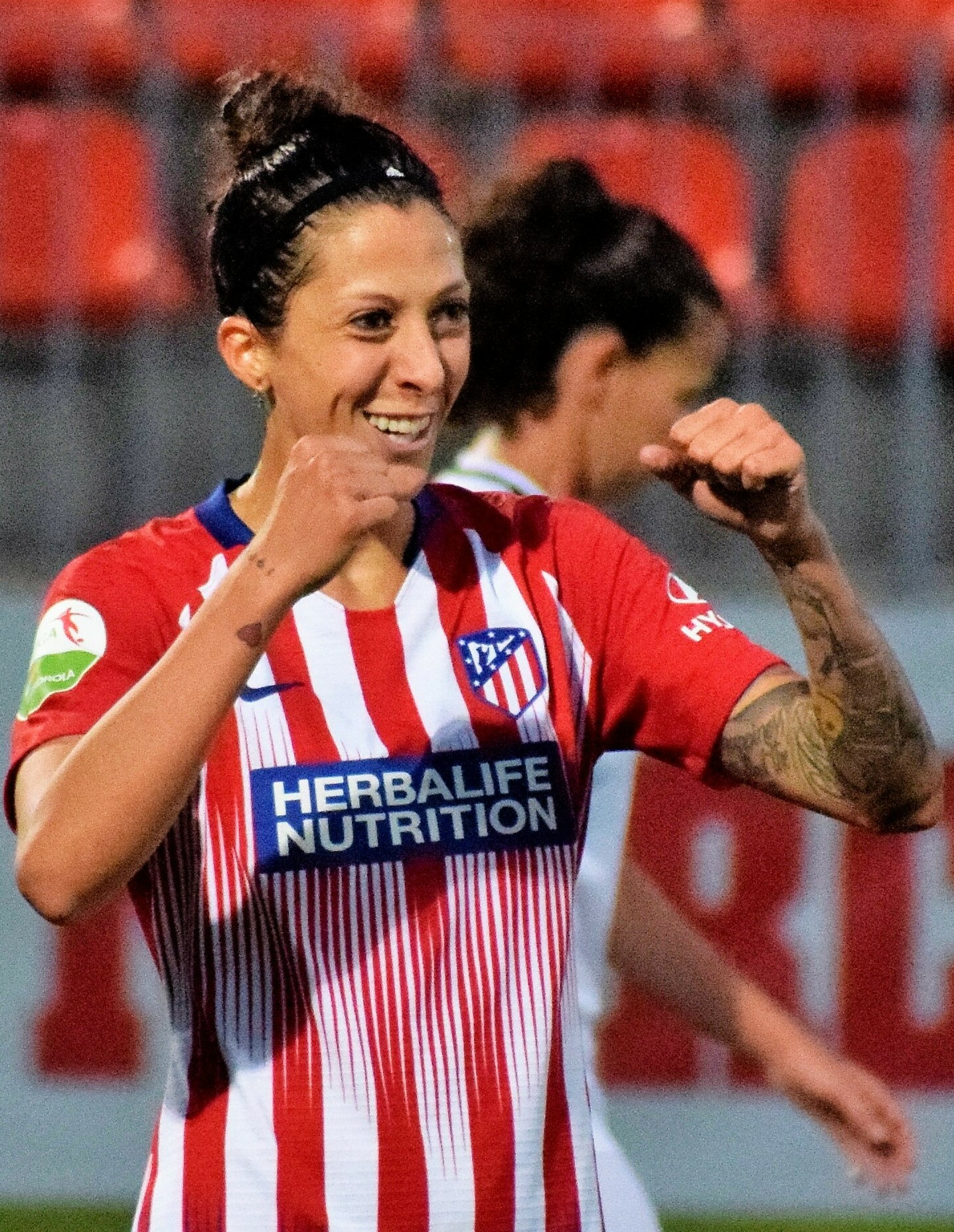
جينيفر هيرموسو كانت ضمن فريق 2015 الذي طالب بتغيير ثقافة الفريق.

تم الاعتراف رسميًا بـ كرة القدم النسائية في إسبانيا من قبل الاتحاد الملكي الإسباني لكرة القدم (RFEF) في عام 1980، بعد أن كانت محظورة في عهد إسبانيا الفرانكوية. لعب منتخب إسبانيا لكرة القدم للسيدات أول مباراة رسمية له في عام 1983. بعد محاولات متعددة للإبلاغ عن الانتهاكات تحت قيادة المدرب السابق إغناطيوس كويريدا، اندلع نزاع كبير في الفريق عام 2022 حول قضايا تتعلق بقيادة المدرب خورخي فيلدا، حيث انسحب 15 لاعبة من المشاركة.
شهدت أواخر العقد الثاني من القرن الحادي والعشرين وأوائل العقد الثالث نقاشات عامة بارزة حول العنف الجنسي في المجتمع الإسباني، مع تمرير الحكومة قانون "نعم فقط تعني نعم" ‏ في عام 2022. مع قلة حقوق النساء خلال ديكتاتورية فرانكو، شهدت النسوية في إسبانيا نموًا سريعًا منذ ذلك الحين؛ وتطورت موجة النسوية الرابعة في إسبانيا في التسعينيات. بدأ هذا التيار أكاديميًا، لكنه اكتسب زخمًا في المجتمع الأوسع عام 2018، مع مسيرات حقوق المرأة وتشريعات حماية هذه الحقوق. على صعيد القوانين، أدى التقدم السريع منذ عام 2018 تقريبًا، عندما استعاد حزب الحزب الاشتراكي العمالي الإسباني ذو التوجه الديمقراطي الاجتماعي السلطة، إلى وضع إسبانيا في مقدمة الدول عالميًا في حماية حقوق النساء. ظهر التيار النسوي الرابع في المجتمع وعلى وسائل التواصل الاجتماعي كحركة ضد عنف جنسي، وmachismo، والاغتصاب.
أبلغت فرق أخرى شاركت في كأس العالم للسيدات 2023 عن مشكلات تتعلق بالعنف الجنسي ‏، ولا سيما منتخب زامبيا لكرة القدم للسيدات ومنتخب هايتي لكرة القدم للسيدات.

## نهائي كأس العالم

### الحوادث
في 20 أغسطس 2023، فاز المنتخب الإسباني ببطولة كأس العالم للسيدات 2023 بعد أداء تاريخي تضمن الفوز بمباراة إقصائية لأول مرة في تاريخه، وتغلبه على منتخب إنجلترا لكرة القدم للسيدات في نهائي كأس العالم للسيدات 2023 الذي استضافته سيدني، أستراليا.
عقب المباراة، وقعت عدة حوادث غير لائقة من قبل رئيس الاتحاد الملكي الإسباني لكرة القدم آنذاك لويس روبياليس. كشف تحقيق الاتحاد الدولي لكرة القدم (فيفا) عن أربع حوادث تتعلق باللاعبات الإسبانيات، بالإضافة إلى حادثتين أخريين تتعلقان بلاعبات من إنجلترا. ووصفت لجنة الانضباط الحوادث بـ"حادثة الأعضاء التناسلية" (إمساك غير لائق في منطقة الأعضاء التناسلية)، و"حادثة القبلة" (تقبيل جينيفر هيرموسو بالإكراه)، و"حادثة الحمل" (حمل أثينا ديل كاستيو على الكتف)، و"حادثة القبلة السريعة" (تقبيل أولغا كارمونا قبلة سريعة على الخد أثناء الاحتفالات).
بعد صافرة النهاية، شوهد روبياليس يمسك منطقة الأعضاء التناسلية ‏ أثناء وقوفه في صندوق الشخصيات الرسمية بجوار ليتيزيا ملكة إسبانيا وابنتها إنفانتا صوفيا البالغة من العمر 16 عامًا. وفي الملعب بعد الفوز، حمل روبياليس اللاعبة أثينا ديل كاستيو على كتفه. أثناء توزيع الميداليات، قام روبياليس بتقبيل اللاعبة الإسبانية جينيفر هيرموسو بالإكراه على شفتيها بعد أن أمسك برأسها بكلتا يديه. أعربت هيرموسو عن رفضها للقبلة قائلة إنها لم تتوقعها ولم تعجبها. وبعد ذلك، دخل روبياليس إلى غرفة ملابس اللاعبات، وأفادت التقارير بأنه وضع ذراعه حول هيرموسو وبدأ يمزح بشأن الزواج بها في إيبيزا. اعتبرت القبلة الحادثة الرئيسية بسبب طبيعتها ولأنها التقطت بكاميرات التغطية الرسمية لـ"فيفا" أثناء البث المباشر.

### الردود
تلقى روبياليس انتقادات حادة فورية من أشخاص حول العالم. إلى جانب اعتبار القبلة شكلاً من أشكال العنف الجنسي وإساءة استخدام السلطة، رأى الكثيرون في مجال كرة القدم النسائية والمجتمع الإسباني أنها تعكس استمرار هيمنة النظام الأبوي في الرياضة، وهو مجال يُعتبر فيه احترام النساء أكثر صعوبة.
أدان الصحفيون الرياضيون سريعًا نمط سلوك روبياليس؛ وأشار ألبرتو أورتيغا من El Confidencial إلى أن روبياليس أخذ الكأس من اللاعبات للاحتفال به بنفسه. كما تعرضت ردود فعله اللاحقة لانتقادات؛ إذ قال كولين ميلار من ديلي ميرور إن محاولات روبياليس لتبرير وتطبيع سلوكه كانت مزعجة بشكل إضافي.
وصف روبياليس في البداية منتقديه بأنهم "حمقى" و"أغبياء" و"فاشلون"، ووصف الحادثة بأنها "لفتة بسيطة وغير مهمة تعبر عن المودة" في برنامج إذاعي إسباني قبل مغادرته أستراليا.
في 21 أغسطس، نشر روبياليس مقطع فيديو اعتذاري تم تسجيله أثناء توقف الوفد في طريق العودة من أستراليا. في الفيديو، وصف القبلة بأنها عفوية وقال إنه لم تكن لديه نوايا سيئة واعتذر لتشتيت الانتباه عن الاحتفال، قائلاً: "علي أن أعتذر وأتعلم من هذا، وأفهم أنه عندما تكون رئيسًا يجب أن تكون أكثر حذرًا".
صرّح رئيس وزراء إسبانيا بيدرو سانشيز أن سلوك روبياليس غير مقبول، وأن الاعتذار الذي قدّمه لم يكن كافيًا بأي حال، مضيفًا: "لقد فعلت اللاعبات كل ما في وسعهن للفوز، لكن سلوك روبياليس يُظهر أن الطريق ما زال طويلًا لتحقيق المساواة". دعت وزيرة العمل ونائبة رئيس الوزراء الثانية ‏، يولاندا دياز، إلى استقالة روبياليس. قالت إيرين مونتيرو، وزيرة المساواة، إن القبلة تُعتبر شكلاً يوميًا من أشكال العنف الجنسي الذي يجب حماية النساء منه، كما أدان وزير الثقافة والرياضة الإسبانية، ميكيل إيسيتا ‏، هذا السلوك أيضًا. خارج الحكومة، انتقدت الأحزاب السياسية بمختلف توجهاتها روبياليس، وقال أدريان باريبون ‏، رئيس إمارة أستورياس ‏، إن القبلة "تُعد إساءة لا يمكن تبريرها باللحظة أو النشوة أو الفرح". أصدر اتحاد لاعبي كرة القدم الإسبانيين (AFE) بيانًا رسميًا ينص على أنه إذا لم يستقل روبياليس على الفور، فسوف يطالبون بتطبيق قانون الرياضة (الجزء المتعلق بالسلوك المعاقب عليه). كما طالب اتحاد العمال العام (UGT) أيضًا باستقالته.
في 22 أغسطس، كُشف أن روبياليس "توسّل" إلى هيرموسو للظهور معه في فيديو الاعتذار، وأن المدرب خورخي فيلدا حاول دون جدوى إقناع عائلة هيرموسو عدة مرات لتشجيعها على دعم روبياليس.
طُلب من قائدة الفريق إيفانا أندريس أيضًا الظهور في الفيديو؛ حيث اعتبر الاتحاد الملكي الإسباني لكرة القدم (RFEF) أنها من بين اللاعبات اللواتي ينظرن بشكل إيجابي إليهم، مما قد يجعلها أكثر استعدادًا للتعاون. رفضت أندريس الطلب، وقالت لاحقًا إن روبياليس كان مخطئًا.
عندما رفضت هيرموسو المشاركة في الفيديو، أرسل RFEF بيانًا مزيفًا باسمها إلى وكالة الأنباء الإسبانية إفي، يُقلّل من شأن الحادثة. أصدرت هيرموسو بيانًا عبر نقابتها FUTPRO، قالت فيه إن النقابة ووكالتها ستمثلان مصالحها؛ وأعلنت Futpro أنها تعمل على معاقبة تصرف روبياليس وتسعى إلى "حماية لاعبات كرة القدم من أفعال نعتبرها غير مقبولة". هدد RFEF باتخاذ إجراء قانوني ضد Futpro ردًا على ذلك. في 24 أغسطس، فتح قانون الفيفا للانضباط إجراءات تأديبية ضد روبياليس.

## خطاب الجمعية العامة وردود الفعل
دعا الاتحاد الملكي الإسباني لكرة القدم إلى اجتماع عام استثنائي في 25 أغسطس. على الرغم من تسريب روبياليس لدائرته المقربة والصحافة أنه سيعلن استقالته خلال الاجتماع، إلا أنه بدلًا من ذلك تراجع عن كلماته ورفض بشدة التنحي. تميز خطابه بتقلبات ملحوظة؛ وفي اليوم التالي فقط، كتبت الصحفية بوبليكو إستير ريبوللو في مقال أنها لن "تكرر العبارات التي استخدمها روبياليس للدفاع عن نفسه ... لأن أنهارًا من الحبر قد كُتبت بالفعل عن موقفه غير الرياضي، غير الاجتماعي، المتحيز ضد المرأة بشكل فائق، وحتى القابل للإدانة قانونيًا."
وصف موقع جول الخطاب بأنه "انتحار مهني". أحضر روبياليس بناته الثلاث إلى اجتماع الجمعية العامة للاتحاد الملكي الإسباني لكرة القدم؛ وأشار إليهن خلال كلمته، حيث وجه جزءًا من خطابه لهن، قائلاً: "يجب أن تفرقن بين الحقيقة والكذب، وأنا [روبياليس] أقول الحقيقة." كما توجه إلى خورخي فيلدا، معلنًا أنه سيعرض عليه عقدًا جديدًا لمدة أربع سنوات بقيمة 2 مليون يورو. في إحدى اللحظات، كرر روبياليس العبارة "لن أستقيل" خمس مرات، مما أثار مقارنات مع خطاب "لن أرحل" في فيلم ذئب وول ستريت.
وصف روبياليس القبلة بأنها "قبلة سريعة" و"عفوية"، مشيرًا إلى أنها كانت نابعة من "الفرحة"، لكنه زعم في الوقت ذاته أنه أجرى حديثًا كاملاً مع جينيفر هيرموسو وحصل على موافقتها. تطرق روبياليس أيضًا في كلمته إلى صعود ما وصفه بـ"النسوية الزائفة"، مشيرًا إلى أنها "آفة" في المجتمع، كما انتقد الحكومة الإسبانية قائلاً إنه سيرفع دعاوى قضائية ضد عدد من الوزراء. لاقى خطابه تصفيقًا حارًا من أعضاء الاتحاد الحاضرين في القاعة، ما أثار انتقادات واسعة لهذه الاستجابة. كما حضر الاجتماع أعضاء من الطاقم الفني النسائي، اللاتي، وفقًا لبيان من 11 من أعضاء الطاقم الفني، اجبرن على الحضور والجلوس في الصف الأمامي، لإظهار أن روبياليس يحظى بدعم من النساء؛ وأصدر الطاقم بيانًا بعد الاجتماع، ينتقدون فيه هذا التوجه.
شعرت ريبويو أن هجمات روبياليس على النساء ودعمه لزملائه الرجال في خطابه كانت نقطة رئيسية دفعت المراقبين الذكور في إسبانيا وحول العالم إلى الشعور بـ"الإحراج، والألم، والغضب"، مما جعلهم يحتضنون دعم هيرموسو، وفريق السيدات، وفي النهاية النسوية.
وسائل الإعلام الرياضية، التي يستهلكها مشجعو كرة القدم الذكور، انتقدت أيضًا روبياليس بشكل عام. استجاب الصحفيون الرياضيون، وخاصة أولئك المألوفين بكرة القدم النسائية الإسبانية، للخطاب بوضعه ضمن "القضايا المنهجية" التي تواجهها إسبانيا وغيرها من فرق السيدات.
عبرت الصحفية المستقلة أليكس إيباسيتا في صحيفة الغارديان عن أسفها لأن الأمر استغرق تحقيق الفريق لفوز في كأس العالم لجذب انتباه كافٍ حتى يصبح "تصرف روبياليس بنفسه" أمام الكاميرا كافيًا لـ"إعطاء لمحة للعالم عما كان يحدث خلف الكواليس لعقود في الاتحاد الإسباني."
رداً على الخطاب، أعلن لاعبا منتخب إسبانيا وريال بيتيس، هيكتور بيليرين وبورخا إيغليسياس، عن رفضهما العلني لروبياليس عبر وسائل التواصل الاجتماعي، حيث أعلن الأخير رفضه اللعب لإسبانيا حتى يستقيل روبياليس. كما انتقد حارسا مرمى إسبانيا السابقان، دافيد دي خيا وإيكر كاسياس، خطاب روبياليس عبر منصة إكس.
كان للخطاب تأثير سلبي على الترشيح الإسباني البرتغالي المغربي لكأس العالم 2030 لاستضافة كأس العالم 2030، حيث كان يُعتقد على نطاق واسع أنه لن تمنح البطولة إذا بقي روبياليس في منصبه. نشر اتحاد لاعبي العالم فيفبرو بياناً جديداً يدعم هيرموسو ويندد بروبياليس، وشاركه العديد من اللاعبين.
صرحت بياتريز ألفاريز، رئيسة الدوري الإسباني لكرة القدم للسيدات، لآر تي في في ‏ أن "غرور روبياليس يفوق كرامته"، لكنها أعربت عن صدمتها من الخطاب ومن أن "كل مرة يتحدث فيها يكشف عن نوع الشخص الذي هو عليه حقاً." تلعب هيرموسو كرة القدم للأندية في المكسيك ضمن الدوري المكسيكي للسيدات ‏، حيث أعلنت العديد من هذه الأندية دعمها لها. كما أصدرت الجهات الراعية للمنتخب الإسباني، أيبيريا وإيبردرولا، بيانات تنتقد تصرفات روبياليس.
استقال تسعة مسؤولين في كرة القدم من مناصبهم في الاتحاد الإسباني لكرة القدم (RFEF)؛ ما لا يقل عن 21 فريقاً من الدوري الإسباني، Liga F، والدوري الإسباني الدرجة الثانية طالبوا بإقالة أو استقالة روبياليس.
كانت أول لاعبة كرة قدم تستجيب للخطاب هي أليكسيا بوتياس، اللاعبة الأكثر مشاركة مع منتخب إسبانيا للسيدات وصاحبة أكبر عدد من الألقاب الفردية في كرة القدم النسائية على مستوى العالم. غردت قائلة: "Esto es inaceptable. Se acabó. Contigo compañera [Jenni Hermoso]" ("هذا غير مقبول. لقد انتهى. معك، زميلتي [جيني هيرموسو]"). تبع ذلك تدفق تعبيرات مشابهة على وسائل التواصل الاجتماعي من لاعبات كرة القدم حول العالم.
بتأثير من الخطاب، قامت لاعبات سابقات وحاليات ولاعبات مؤهلات للانضمام إلى منتخب إسبانيا للسيدات بتنظيم مجموعة على واتساب، وقررن تحدي الاتحاد الإسباني لكرة القدم (RFEF). في وقت لاحق من ذلك اليوم، أصدرت 81 لاعبة، بما في ذلك تشكيلات كأس العالم للسيدات 2023، بيانًا مشتركًا لمقاطعة المنتخب الوطني حتى يتم تغيير القيادة في الاتحاد الإسباني لكرة القدم؛ في 2 سبتمبر، أشاد سانشيز بالفريق على المقاطعة، قائلاً إنهن فزن مرتين: الأولى بكأس العالم، والثانية بـ"إعطاء العالم درسًا في المساواة". تابعت هيرموسو البيان المشترك في 25 أغسطس ببيان شخصي كامل في وقت لاحق من ذلك اليوم، حيث سردت تجربتها مع الحوادث وذكرت الانتهاكات السابقة والمستمرة في بيئة المنتخب الوطني.
استقال معظم طاقم التدريب لمنتخبات السيدات الوطنية، باستثناء مدرب الفريق الأول وحليف روبياليس، فيلدا، بشكل جماعي في 26 أغسطس احتجاجًا على تصرفات روبياليس.
| الأسماء المكتوبة بالنمط الغامق مع نجمة (*) هن اللاعبات المؤهلات النشيطات اللاتي وقعن على البيان الإضافي في 15 سبتمبر؛ بالإضافة إلى إنما غابارو * وجانا فرنانديز * وقعتا أيضًا. الأسماء المكتوبة بالمائل مع خنجر () هن اللاعبات اللاتي استدعين إلى المنتخب الوطني الأول أو المنتخب الوطني تحت 23 سنة للسيدات في 18 سبتمبر. | | | |
| \| - جينيفر هيرموسو * - أليكسيا بوتياس * - ماريا إيزابيل رودريجيز [لغات أخرى]‏ * - إيرين باريديس * - أونا باتل * - ماريونا كالدينتي * - تيريزا أبيليرا * - ماريا بيريز * - كاتا كول * - أيتانا بونماتي * - لايا كودينا * - كلوديا زورنوزا - أويهان هرنانديز * - روسيو جالفز [لغات أخرى]‏ * - إيرين غيريرو * - ألبا ردوندو * - أثينا ديل كاستيو - إيفا نافارو * - إنيث صالون [لغات أخرى]‏ * - إيفانا أندريس * - أولغا كارمونا * \| - إستر غونزاليس * - سلمى بارالويلو * - إلين ليتي [لغات أخرى]‏ * - فياما بينيتيز [لغات أخرى]‏ * - مارتا كاردونا * - مايتي أوروز * - باتريشيا غويغارو * - دولوريس غالاردو * - نيريا إيزاغيري [لغات أخرى]‏ * - أينهوا مورازا * - ماريا بيلار ليون * - ساندرا بانوس * - كلاوديا بينا * - أمايور ساريغي * - ليلى الوهابي * - لايا اليكساندري * - لوسيا غارسيا * - أندريا بيريرا * \| - فيرونيكا بوكيتي - أينوا تيرابو [لغات أخرى]‏ - ساندرا فيلانوفا [لغات أخرى]‏ - آنا روميرو - سيلفيا ميسغير [لغات أخرى]‏ - ناغوري كالديرون [لغات أخرى]‏ - مارتا توريخون - لوسيا رودريغيز [لغات أخرى]‏ - فيكي لوسادا - كارمن أرس "كوباليتا" - بريسيلا بورخا - ناتاليا بابلو [لغات أخرى]‏ - سوازنا غيريرو - لارايتز لوكاس - إيزابيل بينيتو "تشابي" - أماندا سامبيدرو - إيزابيل فوينتيس - إليزابيت سانشيز - ماري باز أزاغرا - فانيسا غيمبيرت [لغات أخرى]‏ - فيرجينيا توريسييا [لغات أخرى]‏ \| - لير لاندا - إليزابيث إيبارا - إيسي غافيلان "إيسي" - تونا إس - ميلي نيكولاو [لغات أخرى]‏ - غوروتزي فرنانديز [لغات أخرى]‏ - أوكسي خيمينيز - فانيسا مورينو "فاني" - روسر سيرا [لغات أخرى]‏ - ماريا غوني - مارتا مورينو - إيلي كابا - ماريا تيريزا أندرو [لغات أخرى]‏ - مار برييتو [لغات أخرى]‏ - ماريا غونزاليس - ماريا ماركو "بيني" - باولا كاساريس - ماريا لويسا مونثون "غوسا" - نينيس بيريز أوردا "كيا" - أنجيلا مارتين مارتين - فيكتوريا هيرنانديز [لغات أخرى]‏ \| | | | |
| - جينيفر هيرموسو * - أليكسيا بوتياس * - ماريا إيزابيل رودريجيز ‏ * - إيرين باريديس * - أونا باتل * - ماريونا كالدينتي * - تيريزا أبيليرا * - ماريا بيريز * - كاتا كول * - أيتانا بونماتي * - لايا كودينا * - كلوديا زورنوزا - أويهان هرنانديز * - روسيو جالفز ‏ * - إيرين غيريرو * - ألبا ردوندو * - أثينا ديل كاستيو - إيفا نافارو * - إنيث صالون ‏ * - إيفانا أندريس * - أولغا كارمونا * | - إستر غونزاليس * - سلمى بارالويلو * - إلين ليتي ‏ * - فياما بينيتيز ‏ * - مارتا كاردونا * - مايتي أوروز * - باتريشيا غويغارو * - دولوريس غالاردو * - نيريا إيزاغيري ‏ * - أينهوا مورازا * - ماريا بيلار ليون * - ساندرا بانوس * - كلاوديا بينا * - أمايور ساريغي * - ليلى الوهابي * - لايا اليكساندري * - لوسيا غارسيا * - أندريا بيريرا * | - فيرونيكا بوكيتي - أينوا تيرابو ‏ - ساندرا فيلانوفا ‏ - آنا روميرو - سيلفيا ميسغير ‏ - ناغوري كالديرون ‏ - مارتا توريخون - لوسيا رودريغيز ‏ - فيكي لوسادا - كارمن أرس "كوباليتا" - بريسيلا بورخا - ناتاليا بابلو ‏ - سوازنا غيريرو - لارايتز لوكاس - إيزابيل بينيتو "تشابي" - أماندا سامبيدرو - إيزابيل فوينتيس - إليزابيت سانشيز - ماري باز أزاغرا - فانيسا غيمبيرت ‏ - فيرجينيا توريسييا ‏ | - لير لاندا - إليزابيث إيبارا - إيسي غافيلان "إيسي" - تونا إس - ميلي نيكولاو ‏ - غوروتزي فرنانديز ‏ - أوكسي خيمينيز - فانيسا مورينو "فاني" - روسر سيرا ‏ - ماريا غوني - مارتا مورينو - إيلي كابا - ماريا تيريزا أندرو ‏ - مار برييتو ‏ - ماريا غونزاليس - ماريا ماركو "بيني" - باولا كاساريس - ماريا لويسا مونثون "غوسا" - نينيس بيريز أوردا "كيا" - أنجيلا مارتين مارتين - فيكتوريا هيرنانديز ‏ |

## التحقيقات والعقوبات من قبل الهيئات الرياضية

### إسبانيا

#### روبياليس
في 22 أغسطس، قدمت دوري السيدات المحلي الإسباني، الدوري الإسباني لكرة القدم للسيدات، شكوى إلى مجلس الرياضة الحكومي، جائزة أفضل رياضي في إسبانيا (CSD)، تطالب بإقالة روبياليس وواصفًا إياه بأنه "إحراج دولي غير مسبوق".
قالت الحكومة الإسبانية إنها ستسعى لإقالة روبياليس إذا لم يستقل؛ في 25 أغسطس، نتيجة لخطاب روبياليس الذي أعلن فيه أنه لن يتنحى، قدمت الحكومة الإسبانية شكوى في المحكمة الإدارية الرياضية ‏ (TAD) بتهمة "سلوك خطير"، بهدف الحصول على إذن لتعليقه عن مهامه.
بعد تحقيق أولي، قررت المحكمة الإدارية الرياضية في 1 سبتمبر أن سلوك روبياليس كان "خطيرًا" ولكنه ليس "خطيرًا جدًا"؛ ولم يتم عزله من منصبه على الفور، حيث قررت المحكمة فتح تحقيق كامل بشأن روبياليس. ردًا على ذلك، شارك روبياليس خطابًا "انفجاريًا" على تويتر يقول فيه إنه قد أثبت بالفعل براءته (من خلال بيانات الاتحاد الملكي الإسباني لكرة القدم التي وصفت هيرموسو بالكاذبة) وأنه "سوف يثبت الحقيقة"، بالإضافة إلى زعمه أنه كان يعزز النسوية وقوله إنه يشعر بأن وسائل الإعلام "تشنقه" من خلال "تهميشه" في تقاريرها. علقت التحقيق الذي تجريه المحكمة الإدارية الرياضية في 8 سبتمبر عندما قدمت شكوى جنائية، للسماح للمحكمة العليا بالتحقيق أولاً.

#### فيلدا وموظفو الاتحاد الإسباني لكرة القدم الآخرين
بعد استقالة الطاقم التدريبي للمنتخب الإسباني للسيدات، أصبحت مكانة فيلدا كمدرب غير قابلة للاستمرار. فُصل في 5 سبتمبر. في 7 سبتمبر هدد فيلدا باتخاذ إجراءات قانونية ضد الاتحاد الإسباني لكرة القدم، قائلاً إنه يعتبر عرض التجديد الذي قدمه روبياليس خلال خطاب 25 أغسطس اتفاقًا قانونيًا. عينت مساعدة فيلدا، مونتسرات تومي، التي كانت قد استقالت، مدربةً جديدةً للفريق، لتصبح أول امرأة تشغل هذا المنصب. في 12 أكتوبر، ابتعد فيلدا عن كرة القدم الإسبانية بعد قبوله وظيفة جديدة مدرباً للمنتخب المغرب لكرة القدم للسيدات.
في أعقاب كأس العالم واستقالة روبياليس، استغنى الاتحاد الإسباني لكرة القدم أيضًا عن خدمات أندرو كامبس (الأمين العام للاتحاد الإسباني وذراع روبياليس اليمنى)، ميغيل غارسيا كابا (المسؤول عن قسم النزاهة ضمن طاقم روبياليس)، ليديا فالنتين (التي كانت تشغل منصبًا معينًا من قبل روبياليس في مرصد المساواة الخاص بالاتحاد الإسباني)، وبابلو غارسيا-كويرفو (مدير مدير الاتصالات في الاتحاد الإسباني لكرة القدم).

### الفيفا
في 26 أغسطس، بعد يومين من بدء التحقيق، علق الاتحاد الدولي لكرة القدم روبياليس حتى 24 نوفمبر. يوضح مستند قرار التعليق أن الفيفا اتخذ هذه الخطوة بسبب تداعيات خطاب روبياليس التحريضي ولضمان الامتثال لقانون الفيفا الذي يهدف إلى جعل كرة القدم النسائية بيئة مرحبة للجميع، مشيرًا إلى أن اللاعبات الإسبانيات المضربات قد يشعرن براحة أكبر في العودة إلى الفريق بدون احتمال وجود روبياليس.
في 30 أكتوبر 2023، حظرت لجنة الانضباط في الفيفا روبياليس من المشاركة في أي أنشطة متعلقة بكرة القدم على المستويين الوطني والدولي لمدة ثلاث سنوات. في 17 نوفمبر 2023، أصدرت الهيئة القانونية المشرفة على الرياضة في إسبانيا حظرًا مشابهًا لمدة ثلاث سنوات يمنعه من العمل في مجال الرياضة داخل إسبانيا.

### اليويفا
كان روبياليس نائبًا لرئيس الهيئة الحاكمة لكرة القدم الأوروبية الاتحاد الأوروبي لكرة القدم في ذلك الوقت، وصديقًا لرئيسها ألكسندر تشيفرين. طلب الاتحاد الإسباني لكرة القدم من اليويفا تعليق عضوية الاتحاد الإسباني بسبب ما وصفه بـ"التدخل الحكومي" بعد أن أحالت الحكومة روبياليس إلى المحكمة الإدارية الرياضية. إذا كانت اليويفا قد فعلت ذلك، لكان قد منع الفرق الوطنية الإسبانية وأندية كرة القدم من المشاركة في بطولة أمم أوروبا ودوري أبطال أوروبا (من بين بطولات أخرى)؛ قيل إن هذا الانتحار الذاتي كان يسلط الضوء على مدى عمق ولاء الاتحاد الإسباني لروبياليس بشكل غير قابل للإصلاح.
على الرغم من الضغط المتزايد للتعليق على روبياليس وفتح تحقيق خاص به، لم تقم اليويفا كمنظمة ولا أي من ممثليها بذلك علنًا حتى حفل اليويفا في 31 أغسطس؛ تحدث ألكسندر تشيفرين فقط إلى صحيفة ليكيب، وقال فقط إن اليويفا لا تشعر بالحاجة إلى التعامل مع الأمر حيث أن الفيفا كانت بالفعل تتعامل معه. كما قال إنه يعتقد أن روبياليس كان "غير لائق"; واعتُبر هذا الوصف ضعيفًا، خاصة بالنظر إلى مدى وضوح انتقاده أندريا أنييلي لتنظيم دوري السوبر الأوروبي. تم الإبلاغ في ذا أثلتيك أنه على الرغم من ذلك، كان المسؤولون في اليويفا غير راضين بشدة عن روبياليس واعتبروا أن خطابه كان خطيرًا لدرجة أنهم لن "يجدوا له وظيفة في اللعبة بهدوء".

### استقالة روبياليس
في 10 سبتمبر، أصدر مقطع معاينة لبرنامج بيرس مورغان بدون رقابة ‏ البريطاني، حيث ظهر روبياليس في مقابلة مع المذيع بيرس مورغان. في المقطع، قال روبياليس إنه قد قدم استقالته من الاتحاد الإسباني لكرة القدم. وبعد وقت قصير من المقطع، نشر روبياليس بيانًا قال فيه إنه استقال من مناصبه في الاتحاد الإسباني لكرة القدم والاتحاد الأوروبي لكرة القدم اليويفا.
لم يتضمن البيان المكتوب أي اعتذار أو إشارة إلى ارتكاب خطأ، ولم يذكر هيرموسو أو منتخب السيدات، وهو ما اعتُبر متماشيًا مع موقف روبياليس؛ لكنه تضمن عدة تفسيرات للاستقالة، بما في ذلك قوله إن بناته كانوا يعانون.  ووصف بناته ووالده وأصدقائه وهم يقولون له "أن يركز على [كرامته] ويواصل [حياته]". كما كتب أنه لم يرغب في أن يعاني كرة القدم الإسبانية بسبب تصرفاته، مشيرًا فقط إلى ملف طلب استضافة كأس العالم 2030 للرجال. وفقًا لإيباكيتا، كان روبياليس مهتمًا فقط بكيفية تأثير وجوده أو غيابه على كرة القدم للرجال، وأشار إلى أنه وافق على الاستقالة فقط إذا لم يتغير الاتحاد بشكل كبير عما كان يخطط له.

## إضراب مطريل عن الطعام

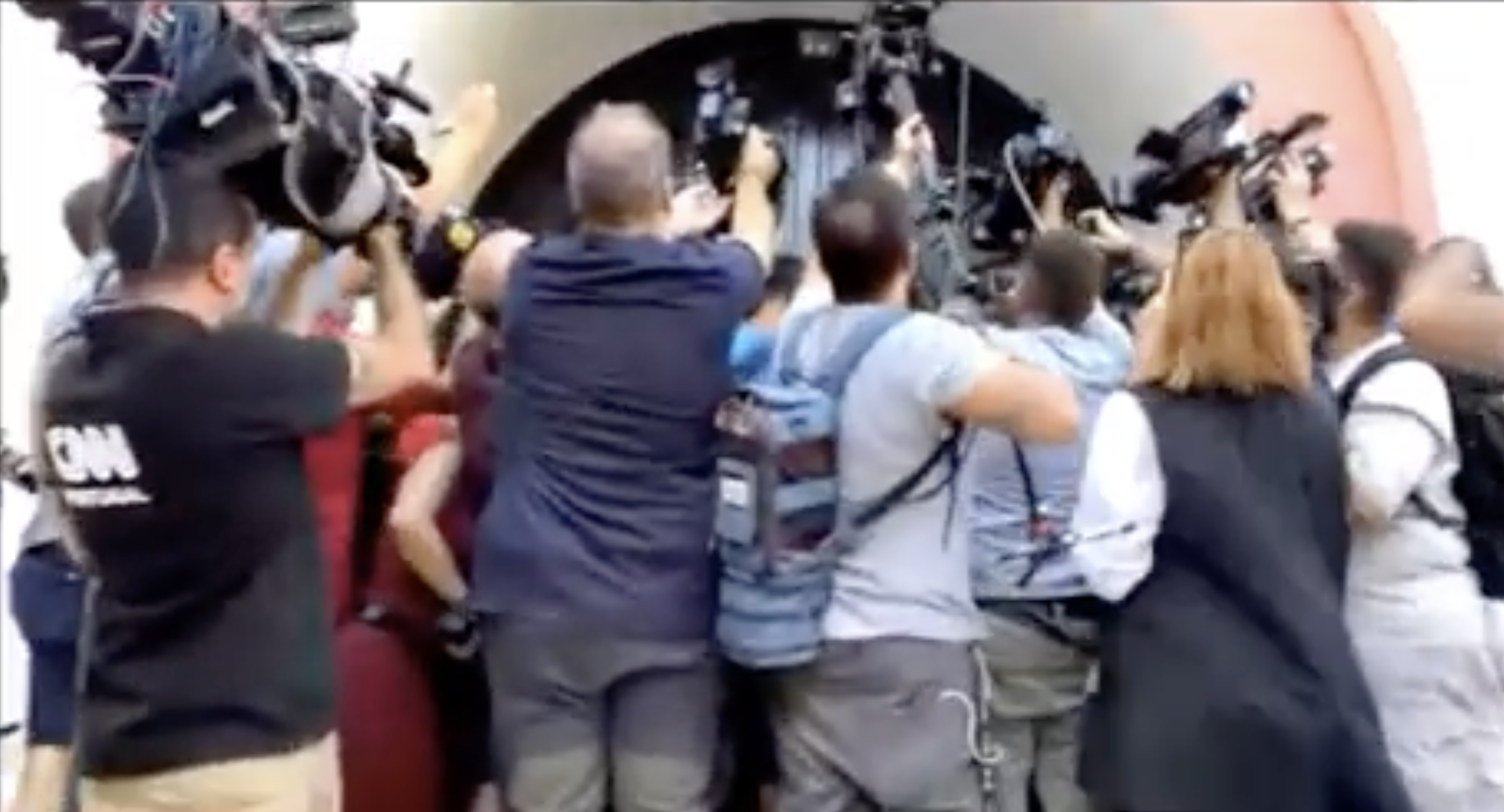
الصحفيون gathered outside the church in Motril on 29 August

في 28 أغسطس، بقيت والدة روبياليس، أنجيليس بيخار، داخل كنيسة الراعية الإلهية في مطريل بعد القداس، وأعلنت أنها ستبدأ إضراب عن الطعام احتجاجًا على "حملة لا إنسانية وسفك الدماء" ضد ابنها. دافعت باستمرار عن روبياليس كشخص نزيه، قائلة إنه تم التعامل معه بشكل غير عادل. تركزت الأنظار على بيخار بسبب محاولات الدفاع المتزايدة عن روبياليس؛ الاحتمال بأن روبياليس كان يستخدم عائلته للضغط الاجتماعي على هيرموسو بعد أن تم منعه من الاتصال بها؛ والميول لدى الأقارب الإناث، وخاصة الأمهات، لعدم تصديق أن أولادهن يمكن أن يكونوا معتدين. بعد يومين، أفيد بأن بيخار تم إدخالها إلى المستشفى بسبب التعب وفقر الدم.

## #SeAcabó
| أليكسيا بوتياس  | منصة إكس |
| ‎@alexiaputellas |          |

             (بالإسبانية: Esto es inaceptable. Se acabó. Contigo compañera @Jennihermoso [جينيفر هيرموسو])
         

            هذا غير مقبول. انتهى الأمر. معكِ، زميلتي @Jennihermoso
        

        25 أغسطس 2023"Alexia Putellas عبر تويتر" (بالإسبانية). Archived from the original on 2025-01-21.

نشأت حركة أوسع ضد العنف الجنسي، وضد المفهوم الذكوري، وداعمة للمساواة بين الجنسين في المجتمع والرياضة نتيجة لقضية روباليس. استنادًا إلى تغريدة من أليكسيا بوتياس، تعرف الحركة بدعوتها عبر هاشتاك #SeAcabó (بالإسبانية؛ "S'ha acabat" بالكتالانية، "Acabouse" بالغاليشية، "It's over" بالإنجليزية). مع أمل لاعبات كرة القدم النسائية في إسبانيا باستخدام صوتهن الجماعي لإحداث تغيير جذري في النظام داخل الاتحاد الإسباني لكرة القدم، لجعلها أقل تمييزًا ضد النساء وأكثر عدلاً، أصبح #SeAcabó أيضًا منفذًا للنساء في إسبانيا للتحدث عن التحرش الجنسي والتمييز اليومي الذي تعرضن له. أصبحت الحركة تركز على منع العنف الجنسي الذي يرتكبه "رجال أقوياء ورؤساء مسيئون"، مع كتابة الأكاديمية ماريا سولير غالارت في The Conversation أن هذا يمكن أن يساعد في تقليل القبول الاجتماعي للعنف الجنسي وعزل الضحايا. عرّف بعض المعلقين #SeAcabó في المقارنة مع هاشتاك أنا أيضا: كتب صحفيون في إل باييس أن تركيز #SeAcabó كان على فضح "التمييز اليومي الأقل وضوحًا" الذي "يظهر الهيمنة الجندرية" في المجتمع, بينما أخبرت الكاتبة النسوية كريستينا فالاراس نيوزدوت إن إل أن #SeAcabó ليس ضحايا لم يسمع بهن أحد ولكن الناجيات اللواتي "يريدن إظهار للعالم أن هذا لا يجب أن يحدث مرة أخرى."
شعرت الصحفية الرياضية إسبيرانزا بالاغوير بأن عبارة "se acabó" قوية، وأن "حركة Me Too كانت ضرورية جدًا، ولكن الآن يجب أن نكون أكثر حسمًا." لم تكن لحركة #MeToo تأثيرات دائمة في إسبانيا، ورغم أن هاشتاج #Cuéntalo (الذي يعني "قوله") استخدم بعد قضية قضية الاغتصاب في لا مانادا الشهيرة في 2018، إلا أن هذا الهاشتاج كان أكثر شيوعًا في أمريكا اللاتينية من إسبانيا. ومع تصاعد الحركة النسوية وتداعيات قضية لا مانادا، قامت إسبانيا بإصلاح قوانين الموافقة في 2022، بحيث لا يُفترض الموافقة بشكل افتراضي. اعتبرت وسائل الإعلام العالمية أن #SeAcabó هو #MeToo الإسباني؛ بدأ هاشتاج #SeAcabó في الانتشار على تويتر في 26 أغسطس. وعلقت باتريشيا مورينو باربيرا من فوغ بأنه من المنطقي أن تأتي الحركة في إسبانيا من كرة القدم، التي كتبت أن لها حضورًا مشابهًا في المجتمع الإسباني كما هو الحال مع السينما في الولايات المتحدة في الولايات المتحدة.
من خلال منصة #SeAcabó، تحدثت النساء في جميع أنحاء إسبانيا عن الميكروميشيسمو (التمييز الجنسي الصغير) الذي تعرضن له في بيئات العمل المهنية؛ حيث يُنظر إلى "الميكروميشيسمو" كنوع من هيمنة الجنسين المألوفة، وهي أمور يُتوقع من النساء تحملها في مكان العمل، ولكنها قد تؤثر سلبًا على مسيرتهن المهنية وتتسبب في ضرر نفسي. من بين المحترفات اللواتي فضحن هذا الشكل من الإساءة كانت هناك صحفيات رياضيات في إسبانيا، كتب العديد منهن عن عدم قدرة وسائل الإعلام الرياضية على كشف التمييز في الرياضات النسائية لأنه كان أمرًا مُعترفًا به من قبل الزملاء الذكور.
شهدت فرق كرة القدم، سواء النسائية أو الرجالية، ومشجعوها رفع لافتات دعم لـ "هيرموسو" تحت شعار #SeAcabó خلال المباريات، كما تم تنظيم احتجاجات من قبل جماعات نسوية في جميع أنحاء إسبانيا في الأيام التي تلت خطاب روبياز. حضر حوالي 800 شخص احتجاجًا في ساحة كاياو، وسط مدريد، في 28 أغسطس، مما أدى إلى إغلاق المنطقة. تم الدعوة ليوم من النشاط في 1 سبتمبر من قبل الجماعات النسوية في إسبانيا. تم إصدار بيان آخر من الدعم من قبل FIFPro في هذا اليوم وتم مشاركته على وسائل التواصل الاجتماعي من قبل لاعبات كرة القدم النسائية من جميع أنحاء 66 دولة. كانت هناك احتجاجات في مدن عبر إسبانيا, وThe Local اختارت "se acabó" ككلماتها الإسبانية لهذا اليوم. بينما كان روبياز قد تلقى دعمًا في البداية في مسقط رأسه في موتريل، حيث أظهر العشرات من المتظاهرين المناهضين له دعمهم بينما كانت والدته في إضراب عن الطعام، حدثت احتجاجات نسوية ضدّه هناك في 1 سبتمبر أيضًا؛ وتم بث هذا الاحتجاج مباشرة.
حملة وزارة المساواة لليوم الدولي للقضاء على العنف ضد المرأة في 25 نوفمبر 2023 كانت تحت شعار "Ahora ya España es otra" ("الآن إسبانيا مختلفة")، وهو اقتباس من كلمات أغنية "Se acabó" الشهيرة لعام 1978 لمغنية فلامنكو مارية خيمينيث التي توفيت في سبتمبر. الفيديو المرافق للحملة أبرز فتاة صغيرة تحمل كرة قدم وترتدي قميصًا أحمر يحمل الرقم "10"، رقم هيرموسو في المنتخب الإسباني، بينما تشير الإعلانات المطبوعة إلى تراجع روبياز في سياق أن سلوكه لم يعد مقبولًا في إسبانيا. وقد تم الإشارة إلى أنه عندما توفيت خيمينيث، كانت الأغنية قد استخدمت سابقًا عبارة "Se acabó" كشعار نسوي، وكانت تتحدث عن العنف المنزلي، على الرغم من أنه كان من غير المحتمل أن يكون لها تأثير على اختيار كلمات بوتياس.

## ردود الفعل الدولية

### كرة القدم
تحدث لاعب كرة القدم السابق في منتخب أستراليا لكرة القدم كرايغ فوستر بعد حادثة القبلة، حيث غرد قائلاً إن الفيفا والاتحاد الملكي الإسباني لكرة القدم يجب أن يقوما بإقالة روبياز، معبرًا عن استيائه من أن "النساء في الرياضة يتعرضن يوميًا لفجوة كبيرة في القوة، والتحيّز الجنسي، والتحرش، والإساءة الجنسية، وغياب الوكالة والسلطة". بعد خطاب روبياز، دعا فوستر جميع أعضاء منتخب إسبانيا للرجال إلى الانضمام إلى منتخب النساء في الإضراب.
كما تحدثت لاعبات كرة القدم من جميع أنحاء العالم دعمًا لـ "هيرموسو"، سواء بشكل فردي أو جماعي. أصدر منتخب إنجلترا للسيدات، الذي واجه إسبانيا في النهائي في سيدني، بيان دعم، كما ارتدت لاعبات الدوري الوطني لكرة القدم للسيدات أساور تحتوي على رسائل دعم.
خلال حفل جوائز الاتحاد الأوروبي لكرة القدم في 31 أغسطس 2023، عندما تم منح الجوائز الكبرى، كرّمت كل من أيتانا بونماتي من إسبانيا (الفائزة بجائزة أفضل لاعبة في أوروبا) وسارينا ويجمان (مدربة منتخب إنجلترا، منافسة إسبانيا في نهائي كأس العالم، والفائزة بجائزة أفضل مدرب للسيدات من الاتحاد الأوروبي) "هيرموسو"، وتحدثتا عن ضرورة إيقاف الإساءة في كرة القدم النسائية. بعد قبول جائزتها، وضعت ويجمان الجائزة على الأرض لتقود بدلاً من ذلك تصفيقًا حارًا للاعبات الإسبانيات. كانت كلمة بونماتي عند استلام جائزتها أكثر انتقادًا مباشرًا لروبياز من كلمة ويجمان، ولم تكن قد أخبرت الاتحاد الأوروبي لكرة القدم بما ستقوله مسبقًا؛ حيث سألها مقدمو الحفل قبل أن تصعد إلى المسرح إذا كانت ستتحدث بالإنجليزية أو الإسبانية وإذا كانت ترغب في أن يسألوها عن روبياز، فأجابت بأنها كان لديها شيء تريد قوله. تحدثت بونماتي باللغة الإنجليزية طوال الحفل باستثناء حديثها عن روبياز، سواء على المسرح أو في غرفة الصحافة؛ وقد تم اعتبار ذلك اختيارًا منها لتوجيه هذه التصريحات لجمهور إسباني حصري، حتى يفهمها الناس في إسبانيا بينما تظهر أنها لا تتراجع. 

### خارج نطاق كرة القدم
أثناء ترويج مخرج الفيلم الأمريكي وودي آلن لفيلمه Coup de chance في مهرجان البندقية السينمائي، قدم دعمه لروبياز، قائلًا "كان مجرد قبلة" وأنه في رأيه لا يجب معاقبة الإعجاب العلني. وقد تم استقباله مع احتجاجات بسبب اتهامات الاعتداء الجنسي ضد آلن ‏.

## الملاحظات
1. ↑  في شهادتها المقدمة إلى فيفا، قالت هيرموسو إنها كانت على علم من RFEF بنيتهم إرسال بيان باسمها قبل أن يطلبوا منها تسجيل الفيديو.[18]
2. ↑  هؤلاء كانوا:[61][62][63]
  - رافائيل ديل آمو، رئيس اتحاد نافارا لكرة القدم ورئيس لجنة كرة القدم النسائية الوطنية
  - خافيير لاندتا، رئيس اتحاد الباسك لكرة القدم وعضو مجلس إدارة الاتحاد الإسباني
  - خوسيه أنخيل بيلايز، رئيس اتحاد كانتابريا لكرة القدم
  - سالفادور غومار، رئيس اتحاد مجتمع فالنسيا لكرة القدم ونائب رئيس الاتحاد الإسباني
  - خوسيه خوان أرينسيبيا، رئيس الاتحاد الكناري لكرة القدم
  - إيتسيار دياز، رئيسة لجنة كرة القدم النسائية في اتحاد لا ريوخا لكرة القدم
  - مانو دييز، رئيس الجمعية العامة للاتحاد الإسباني ورئيس اتحاد غيبوثكوا لكرة القدم
  - جوان سوترس، رئيس اتحاد كتالونيا لكرة القدم ونائب رئيس الاتحاد الإسباني
  - جون أوريارتي، عضو مجلس إدارة الاتحاد الإسباني
3. ↑  الفرق: ريال مدريد، نادي برشلونة، أثلتيك بلباو، نادي إشبيلية، نادي فالنسيا، سيلتا فيغو، أوساسونا، نادي قادش، ديبورتيفو ألافيس، نادي غرناطة، ريال سوسيداد، نادي جيرونا، نادي فياريال، ريال بيتيس، ريال مايوركا، نادي لاس بالماس،[64] راسينغ سانتاندير،[65] سبورتنغ هويلفا،[66] UDG Tenerife،[67] إسبانيول،[24] ونادي خيتافي.[68]
4. ↑  هم:[75]
  - مونتسي تومي فاسكيز، المدرب المساعد للمنتخب الوطني الأول للسيدات
  - خافيير ليرغا غارايوا، المدرب المساعد للمنتخب الوطني الأول للسيدات
  - إوخينيو غونزالو مارتين، المدرب المساعد للمنتخب الوطني الأول للسيدات ومدرب المنتخب الوطني تحت 17 و16 عامًا للسيدات
  - بلانكا روميرو موراليدا، مدربة اللياقة البدنية للمنتخب الوطني الأول للسيدات
  - كارلوس سانشيز، مدرب حراس المرمى للمنتخب الوطني الأول للسيدات
  - روبن خيمينيز غوميز، محلل تقني للمنتخب الوطني الأول للسيدات
  - سونيا برموديز، مدربة المنتخب الوطني تحت 19 و20 عامًا للسيدات
  - خافيير فيلازكيث دياز، مدرب اللياقة البدنية للمنتخبات الوطنية للشابات
  - خافيير إيخيدو ساز، محلل تقني للمنتخبات الوطنية للشابات
  - أندر رويز ميتشيلينا، مدرب حراس المرمى للمنتخبات الوطنية للشابات
  - إلينا فرنانديز كاستانيو، مدربة حراس المرمى للمنتخبات الوطنية للشابات
5. 1 2  الأسماء مكتوبة كما تظهر في الرسالة